# William Ewing Hester
William Ewing Hester (ur. 6 maja 1912 w Hazlehurst, zm. 8 lutego 1993 w Jackson) – amerykański działacz tenisowy, przemysłowiec.
Pracował w branży naftowej. Podczas II wojny światowej służył w armii amerykańskiej i był odznaczony Brązową Gwiazdą. W okresie nauki w Millsaps College (Missisipi) grał w futbol amerykański.
Zasłużył się dla tenisa jako wieloletni działacz Amerykańskiego Stowarzyszenia Tenisowego. W latach 1974–1976 był pierwszym wiceprezydentem, 1977–1978 prezydentem. Za jego kadencji turniej US Open został przeniesiony z kortów Forest Hills na obiekt Flushing Meadows (1977), gdzie powstało także Amerykańskie Narodowe Centrum Tenisa.
Aktywny także jako zawodnik (zdobywca kilku tytułów w kategoriach weteranów), w 1981 został wpisany do Międzynarodowej Tenisowej Galerii Sławy.